# Varnish cache
Varnish cache，或稱Varnish，是一套高效能的反向網站快取伺服器（reverse proxy server）。
Varnish目前被用在挪威最大的報社Verdens Gang上。

## 起因
Poul-Henning Kamp認為現在的電腦比起1975年已經複雜許多。在1975年時，儲存媒介只有兩種：記憶體與硬碟。但現在電腦系統的記憶體除了主記憶體外，還包括了CPU內的L1、L2，甚至有L3快取。硬碟上也有自己的快取裝置，因此Squid cache自行處理物件替換的架構不可能得知這些情況而做到最佳化，但作業系統可以得知這些情況，所以這部份的工作應該交給作業系統處理。

## 外部連結
- Varnish，官方網站。